# Uherské Hradiště
Uherské Hradiště (pronunciat, en txec:ˈuɦɛrskɛː ˈɦraɟɪʃcɛ); en alemany: Ungarisch Hradisch, en hongarès: Magyarhradis), és un municipi de la Regió de Zlín, a 80 km de Brno, a la República Txeca. És a la riba del riu Morava i és la seu del districte d'Uherské Hradiště.

## Ciutats agermanades
- Bridgwater, Regne Unit
- Krosno, Polònia
- Mayen, Alemanya
- Písek, República Txeca
- Priverno, Itàlia
- Skalica, Eslovàquia
- Trenčín, Eslovàquia
- Nové Mesto nad Váhom, Eslovàquia